# Dateiattribut
Ein Dateiattribut ist ein Bit eines Eintrags einer Datei in ein Verzeichnis, das festlegt und zeigt, ob sie neben ihrem Dateinamen, ihrer Dateigröße und ihrem Zeitstempel eine von wenigen Eigenschaften hat, wie selbst ein Verzeichnis zu sein.
Als Dateieigenschaften werden im Allgemeinen zusätzliche Angaben über eine Datei bezeichnet, die über den Inhalt hinausgehen – sogenannte Metadaten. Im Besonderen – wenn Ordner oder Verzeichnisse gemeint sind (siehe auch Verzeichnisstruktur) – werden diese Eigenschaften auch Ordnereigenschaften (oder Ordnerattribute) genannt.

## Weitere Einzelheiten

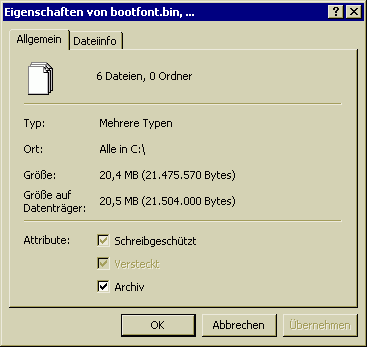
Anzeige der Dateieigenschaften von mehreren Dateien unter Windows XP; einige der Attribute werden in Form von Checkboxen angezeigt und sind über diese veränderbar.

Dateisysteme müssen neben den bloßen Inhalten einer Datei auch zusätzliche Informationen über diese speichern, wie z. B. Speicherort, Zugriffsrechte oder Zeitpunkt der letzten Änderung. Einige Betriebssysteme (wie macOS) haben ein wesentlich umfangreicheres Metadatenkonzept und unterstützen so z. B. auch die Speicherung Dateityp-spezifischer Informationen (z. B. letzte Cursorposition bei Textdateien, Informationen über Urheber bei Musikdateien usw.). Da die meisten unixoiden Systeme aber bis heute nur eine sehr eingeschränkte Menge an Metadaten zur Verfügung stellen, oder diese noch nicht (betriebs- und dateisystemübergreifend) vereinheitlicht wurden, geht man dazu über, Daten dieser Art direkt in den Inhalten der Dateien unterzubringen (z. B. ID3-Tags in MP3-Dateien).

### Beispiele für Metadaten
- Name der Datei (in Dateisystemen, die mehrere Namen pro Datei unterstützen, z. B. NTFS; in anderen Dateisystemen gehören Dateinamen zum Inhalt eines Verzeichnisses, z. B. FAT)
- Art der Datei (z. B. Gerätedateien unter POSIX, unter Windows haben Verzeichnisse ein Attribut, das sie entsprechend als Verzeichnis kennzeichnet)
- Typ des Dateiinhalts (dieser kann über eine Dateiendung als Teil des Namens geregelt sein oder über einen speziellen Speicherbereich wie beispielsweise bei HFS/HFS+ unter klassischem Mac OS und dessen Nachfolger macOS)
- Zeitstempel: Datum und ggf. Uhrzeit (auf Unix-artigen Systemen bekannt als englisch Modification, Access, Change)
  - der Erstellung des Dateiinhalts
  - der Erstellung der Datei (This Copy Created, unter Windows creation), wird mitunter gleichgesetzt mit der Erstellung des Dateiinhalts
  - des letzten Schreibzugriffs auf die Datei (unter POSIX mtime, unter Windows Last Write)
  - der Änderung des Dateiinhalts, wird mitunter gleichgesetzt mit dem letzten Schreibzugriff auf die Datei, da vor einem Schreibzugriff üblicherweise nicht überprüft wird, ob sich durch ihn der Inhalt tatsächlich ändert
  - der Änderung der Metadaten der Datei (unter POSIX ctime)
  - des letzten Zugriffs auf die Datei (unter POSIX atime, unter Windows Last Access), unter Windows wird mit dieser Angabe auch die Änderung von Metadaten wie Dateiattributen erfasst
  - der letzten Archivierung der Datei (z. B. bei HFS/HFS+, ZFS und UDF)
  - des Verfalls der Datei (Expiration Date bei z/OS)
- Dateigröße
- Dateiberechtigungen in Form von Unix-Dateirechten oder Zugriffskontrolllisten, einschließlich der Speicherung des Eigentümers und der Eigentümergruppe
- Kennzeichnung der Datei (bei FAT, NTFS und HPFS) als:
  - zu archivierende Datei (mit A, für [englisch] archive)
  - schreibgeschützte Datei (mit R, für read only, wörtlich nur lesen)
  - versteckte Datei (mit H für hidden)
  - „[Betriebs-]Systemdatei“ (mit S für system)
- erweiterte Attribute (bei einigen Dateisystemen, z. B. NTFS, HPFS und ext, Btrfs) zum Speichern beliebiger Zusatzinformationen; unter Windows beispielsweise wird eine Datei mit einem bestimmten erweiterten Attribut markiert, wenn sie aus dem Internet stammt
- Kommentarfelder, einige Betriebssysteme unterstützen hierbei sogar Sprachaufzeichnungen als Kommentare,
- Labels (Schlagworte), also Zuordnungen zu bestimmten Zwecken (Arbeit, Dringend usw., unter Mac OS)
- Recordlänge, Recordformat, Blockgröße (bei z/OS)
- Kennzeichnung der Datei als verschlüsselt und Sicherheitsdeskriptoren für deren Zugriff (bei EFS)
- zusätzlich können Informationen über Mechanismen zum Sparen von Speicherplatz als Attribute zählen, wenn sie nicht bereits als erweitertes Attribut erfasst sind, z. B. transparente Kompression (bei NTFS) oder Sparse-Dateien

## Fußnote
1. ↑  … vergleiche beispielsweise Windows mit FAT und NTFS auf der einen UND Linux mit ext4 und btrfs auf der anderen Seite